# Општина Рошиешти (Васлуј)
Рошиешти (рум. Roşieşti) општина је у Румунији у округу Васлуј.
Oпштина се налази на надморској висини од 179 m.